# Chiva (Valencia)
Chiva (Valencianisch: Xiva) ist eine Gemeinde in der spanischen Provinz Valencia. Sie befindet sich in der Comarca Hoya de Buñol. 

## Geografie
Das Gemeindegebiet von Chiva grenzt an das der folgenden Gemeinden: Aldaia, Buñol, Cheste, Gestalgar, Godelleta, Quart de Poblet, Riba-roja de Túria, Siete Aguas und Torrent, die alle in der Provinz Valencia liegen.

## Geschichte
Aufgrund der Nähe zu Valencia erlebte der Ort im 20. und frühen 21. Jahrhundert eine rasante Expansion.

## Demografie
| 1842  | 1900  | 1930  | 1950  | 1970  | 1981  | 1991  | 2001   | 2011   |
| ----- | ----- | ----- | ----- | ----- | ----- | ----- | ------ | ------ |
| 2.983 | 4.945 | 4.623 | 4.422 | 5.174 | 6.421 | 7.481 | 10.577 | 15.086 |